# Hadena splendida
Hadena splendida là một loài bướm đêm trong họ Noctuidae.